# Risk (film, 2016)
Pour les articles homonymes, voir Risk (homonymie).
Pour plus de détails, voir Fiche technique et Distribution.
Risk est un documentaire réalisé par Laura Poitras, sorti en 2016, ayant pour objet Julian Assange, le fondateur de WikiLeaks. Le film a été projeté dans la section « Quinzaine des Réalisateurs » du Festival de Cannes de 2016. Le 9 avril 2017, Showtime a publié une bande-annonce du film, produit par Sam Esmail et dont la sortie est prévue pour « l'été ».

## Production
Le tournage de ce documentaire s'étale sur six ans,.

## Casting
- Jacob Appelbaum
- Laura Poitras
- Julian Assange
- Sarah Harrison
- Lady Gaga